# Дварака

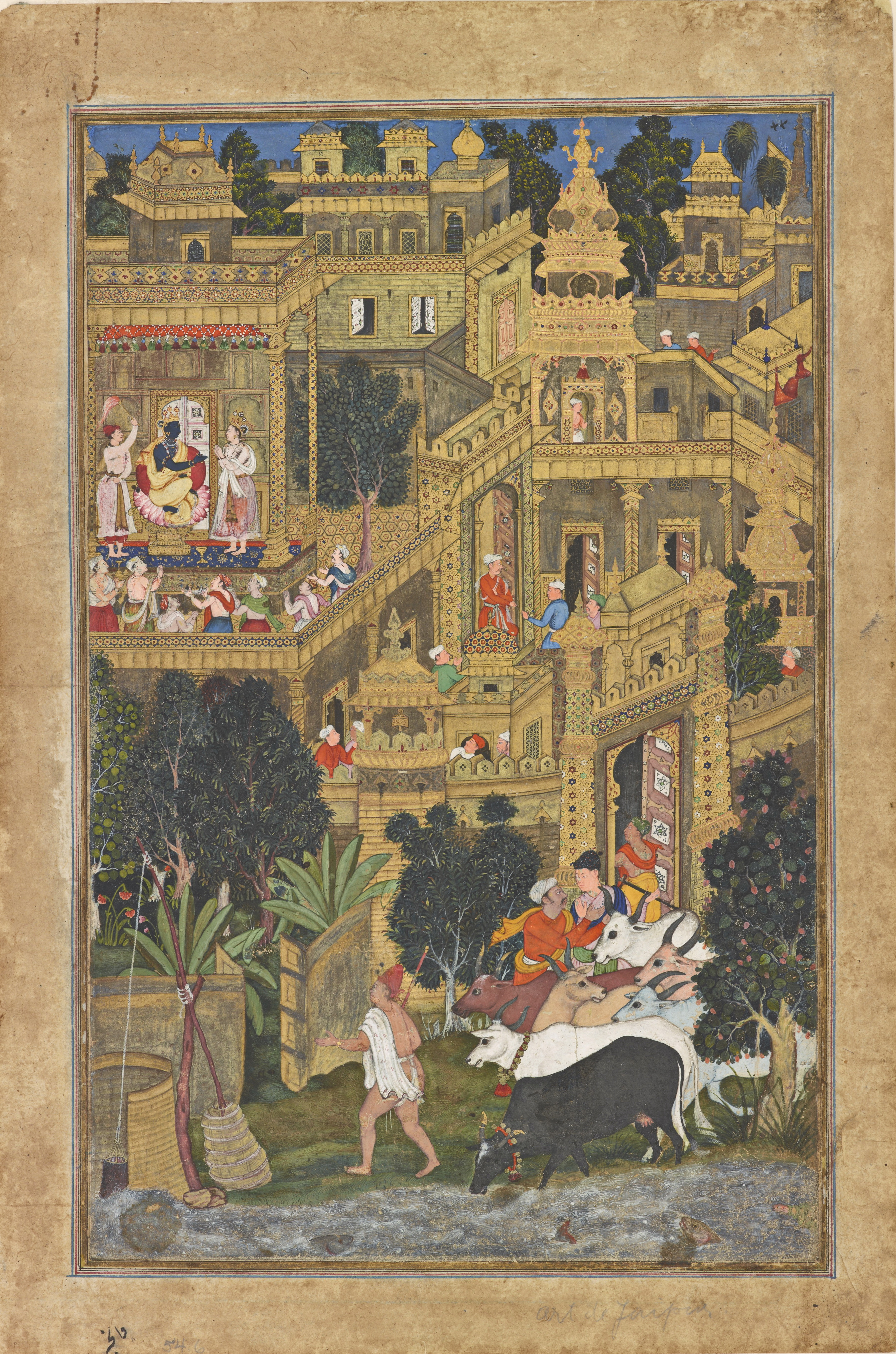
Кешу Калан и Мускин, «Господь Кришна в Золотом Городе» (Двараке), из Харивамши, ок. 1600 года, царствование Акбара.

Два́рака или Два́рка, также Дваравати — в индуистской мифологии столица племени ядавов, к которым принадлежал Кришна.
После того, как Кришна увёл ядавов из своей прежней столицы Матхуры, он отдал приказ о заложении новой, которая была создана за один день. На седьмой день после гибели её основателя Двараку поглотил океан.
В Индии на западе побережья полуострова Катхиявар существует город Дварка, один из семи главных центров паломничества индусов.
В 1982 году индийский археолог С. Р. Рао открыл у побережья штата Гуджарат руины затонувшего древнего города, который он считает Дваракой Кришны.
Дварака описана в эпизоде научно-популярного телесериала «History Channel" «Древние пришельцы» — «Древние пришельцы. Подводные миры» (англ. Ancient Aliens. Underwater Worlds).